# Ermita de San Jaime de Fadrell
La ermita de San Jaime de Fadrel, ubicada en la partida de Fadrell, en el Caminàs, en Castellón de la Plana, en la comarca de la Plana Alta, es un conjunto catalogado, de manera genérica, como Bien de Relevancia Local, según la Disposición Adicional Quinta de la Ley 5/2007, de 9 de febrero, de la Generalitat, de modificación de la Ley 4/1998, de 11 de junio, del Patrimonio Cultural Valenciano (DOCV Núm. 5.449 / 13/02/2007), con código: 12.05.040-005.

## Historia
El conocido como Caminàs, es uno de los muchos caminos rurales que tejen la red existente en la huerta de Castellón. Es una vía, de una remota antigüedad, posiblemente de la época de dominación romana, que discurre paralela a la costa atravesando el municipio de norte a sur, dando lugar a numerosas bifurcaciones.
A lo largo del Caminàs, con el discurrir del tiempo, y sobre todo a partir de la época medieval, van edificándose alquerías que poco a poco acaban transformadas en poblados, como ocurrió con el conocido como el Fadrell, asentamiento que llegó a tener cierta importancia antes y después de la Reconquista. De la misma manera, tras la reconquista a lo largo de este camino, y en sus inmediaciones surgen, una serie de ermitas que eran la forma de honrar a los santos de su devoción y solicitar su protección, por parte de los agricultores de la zona.
Pese a su sencillez arquitectónica, las ermitas del Caminàs, suelen presentar una mayor complejidad de elementos y, con frecuencia, en ornamentación y objetos de culto, los cuales alcanzan en ocasiones un inusitado valor, quizás manifestación de la riqueza de la sociedad que se desarrollaba en estas ricas y fértiles tierras.
Forman parte de estas ermitas: Ermita de San Francisco de la Font, Ermita de San Isidro, Ermita de San Jaime de Fadrell, Ermita de San José del Censal,  Ermita de San Roque de Canet, Ermita de la Fuente de la Salud, y relacionadas con todas ella cabría señalar la de la Magdalena y la Basílica del Lledó, ambas de una gran relevancia.
Fadrell es hoy en día el nombre que recibe una partida huertana que se ubica a unos 4 quilómetros al sur de la ciudad. Se sabe que tras la reconquista de la zona en 1233 por las tropas del rey Don Jaime, fueron donadas por el rey, primero a la Orden de Calatrava y, más tarde, a la Orden de Santiago lo que hizo que se transformara en encomienda menor dependiente de la Encomienda de Montalbán.
La ermita es fruto de la voluntad de los responsables de esta Orden, elevándose en el siglo XIV la primera dedicada a su patrón Santiago o Jaime. El complejo inicial presentaba también un cementerio anexo que todavía se conserva. Dado que cuando se construyó esta ermita, el Fadrell era un importante asentamiento cristiano, la ermita desempeñó funciones de parroquia.
Entrado el siglo XVI se decidió edificar una nueva iglesia, de mayor tamaño, que se construyó en perpendicular al antiguo edificio y que es la actual ermita, aunque volvió a ser reformada a finales del siglo XVII, en concreto en 1696, por el maestro de obras Ignasi Vilallave, y en estas obras se sustituyó la techumbre de madera por bóvedas de piedra, se levantó un pórtico y una nueva puerta de acceso al templo. Las obras se continúan en 1704, año en el Martín Queralt dirigió unas obras encaminadas a añadir nuevas dependencias al templo. Ya en pleno siglo XX se llevaron a cabo las últimas reformas. En 1925 se realizaron unas intervenciones y en 1983 se reestructuró todo el conjunto siguiendo el proyecto del arquitecto Francisco Segarra, tomando el patio central como foco de atención y distribución del resto de las dependencias, una de las cuales pasó a utilizarse como Museo Municipal de Etnología a partir del 25 de julio de 1985.
Como consecuencia de las obras iniciadas, entre los meses de junio de 2003 y mayo de 2004, para la construcción de una nueva carretera de acceso al puerto de Castellón, se llevó realizó una prospección y excavación en extensión en una zona de campos de cultivo que se situaba frente a la ermita de San Jaime de Fadrell, justo en el lugar donde se suponía había habido una alquería andalusí que fue ocupada por los cristianos tras la reconquista. Esto llevó al hallazgo en un primer nivel, de uso agrícola, de fragmentos cerámicos dispersos e inconexos, casi todos de cronología islámica; y un segundo nivel que correspondía al terreno natural, de color rojizo y textura arcillosa, en el que se hallaron restos estructurales (muros, acumulaciones de piedras y un horno) y se excavaron cubetas y un número muy elevado de pozos, que no se consideraron como pozos para la extracción de arcilla, sino como posibles silos, ya que presentaban tapaderas, lo cual tampoco los hacía útiles como aljibes. De entre todas las piezas de cerámica encontrada hubo algunas que fueron merecedoras de especial atención y estudio como el conocido “ataifor de Sant Jaume de Fadrell”.
En el año 2013, para las celebraciones de la fiesta se presentaron las restauraciones de algunas piezas de orfebrería del Museo, un cáliz de plata, de 1816, que fue regalo de José María Bucarelli , último Comendador que tuvo la Encomienda de Fadrell.

## Descripción
La primitiva ermita es actualmente el conocido como “Salón Gótico”, el cual presenta trazas góticas típicas de las llamadas iglesias de reconquista así como característicos arcos fajones apuntados.
El templo presenta planta rectangular, altos muros, cubierta de tejas a dos aguas y remata su fachada con una estilizada espadaña de fábrica de ladrillos, una única campana y cruz de forja. La puerta principal, en forma de arco de medio punto, se sitúa en el lado del Evangelio, y viene el pórtico que la precede, está cubierto por una techumbre de madera a una sola vertiente.
Interiormente presenta nave única y sin capillas, cubierta de bóveda de arista en la que se emplean arcos perpiaños. Presenta abundante decoración y diversos elementos arquitectónicos típicos de las diferentes épocas en las que ha sufrido intervenciones.
Cabe destacar el retablo del altar mayor, datado del siglo XVIII, en estilo rococó, con la escultura de San Jaime en el nicho central, rodeada por lienzos que representan a San Miguel, San Abdon y San Senén. Por su parte, en el Salón Gótico, se conserva el retablo de la ermita antigua, consistente en una tabla con pinturas obra de 1545, atribuidas al artista aragonés Pere Pertús, y considerada una pieza única en el municipio tanto por su antigüedad como por su factura. Los otros objetos de valor están en el Museo Etnográfico, como, por ejemplo, un frontal de altar de 1680, una casulla y capa pluvial del siglo XVI o diversas piezas de orfebrería, datadas del siglo XVIII.

## Fiesta
La Encomienda de San Jaime de Fadrell se la encarga de organizar las fiestas de la ermita, las cuales tienen lugar el domingo siguiente al 25 de julio. Estas fiestas incluyen actos religiosos y populares. De entre los primeros destacan: la Misa Solemne, la procesión por los alrededores, el Rosario de la Aurora y el canto de los Gozos. Mientras que actos populares son por ejemplo los fuegos artificiales y el tradicional y concurrido “porrat”.